# صنایع قندهار
صنایع قندهار ({{lang-ur|گندھارا انڈسٹریز) شرکت خودروسازی پاکستانی است، که در سال ۱۹۵۳ تأسیس شد.